# 盧武鉉韓国大統領弾劾訴追
盧武鉉韓国大統領弾劾訴追（ノ・ムヒョンかんこくだいとうりょうだんがいそつい、朝: 노무현 대통령 탄핵 소추）は、2004年3月12日に韓国の国会が、盧武鉉大統領を選挙法違反などで弾劾訴追した政治事件である。

## 経緯
| 年     | 月日     | 出来事                                                               |
| ------ | -------- | -------------------------------------------------------------------- |
| 2003年 | 2月25日  | 盧武鉉政権発足                                                       |
| 2003年 | 2月26日  | 南北首脳会談関連対北朝鮮送金疑惑特別検察法が国会で可決               |
| 2003年 | 2月26日  | 高建国務総理任命国会同意案可決                                       |
| 2003年 | 3月15日  | 盧武鉉大統領、上特別検察法案を公布                                   |
| 2003年 | 4月2日   | 国軍部隊イラク戦争派遣同意案、国会で可決                             |
| 2003年 | 7月15日  | 南北首脳会談関連対北朝鮮送金疑惑特別検察法、再度国会で可決           |
| 2003年 | 7月23日  | 大統領、上法案に対して拒否権を発動                                   |
| 2003年 | 9月3日   | 金斗官行政自治部長官解任同意案、国会で可決                           |
| 2003年 | 9月26日  | 尹聖植監査院長任命同意案、国会で否決                                 |
| 2003年 | 9月29日  | 盧武鉉大統領、新千年民主党を離党                                     |
| 2003年 | 10月10日 | 再信任発言                                                           |
| 2003年 | 11月10日 | 大統領側近スキャンダル疑惑特別検察法、国会で可決                     |
| 2003年 | 11月25日 | 大統領、上法案に対して拒否権を発動                                   |
| 2003年 | 12月4日  | 上法案、再度国会で可決                                               |
| 2004年 | 2月13日  | 国軍部隊イラク戦争追加派遣同意案、国会で可決                         |
| 2004年 | 3月9日   | 大統領弾劾訴追案、国会に提出                                         |
| 2004年 | 3月12日  | 大統領弾劾訴追案、国会で可決                                         |
| 2004年 | 4月15日  | 17代国会議員総選挙、実質的な与党「開かれたウリ党」が過半数を得て勝利 |
| 2004年 | 5月14日  | 憲法裁判所、大統領弾劾訴追案を棄却                                   |

### 発端
盧武鉉（ノ・ムヒョン）は新千年民主党（以下、民主党）の予備選挙と大統領選挙を勝ち抜いて大統領に就任したが、国会における支持は弱く、少数与党での国政運営を強いられた。加えて与党内の盧武鉉支持派が「開かれたウリ党」（以下、ウリ党）を結成して民主党が下野した結果、更に政権基盤を損なうこととなった。
盧武鉉大統領と与党民主党の関係がこじれるきっかけとなったのは、2月26日に国会で可決された南北首脳会談関連対北朝鮮送金疑惑特別検察法案の扱いを巡ってである。民主党は同法案に対し拒否権発動を求めたが、盧武鉉大統領は拒否権を発動せずそのまま同法案を公布した。また韓国軍をイラクに派兵するための派遣同意案に対して民主党から47名が反対票を投じるなど大統領が与党民主党を掌握し切れていない事実も表面化した。
また、野党ハンナラ党は盧武鉉の大統領としての権威を認めず、選挙訴訟の提起や盧武鉉の思想、発言をとらえて激しく攻め立てた。このような状況の中、与野党ともに大統領選挙における不正資金疑惑が浮上した。盧武鉉は状況を打開するため、就任1年をまたずに再信任の国民投票を提案したが（再信任論）、盧武鉉に対する国民の支持が厚いことからハンナラ党はこれを拒絶した。
大統領選挙の不正資金疑惑の捜査が進むにつれ、2004年4月の総選挙の行方が不透明化した。ハンナラ党は民主党と共闘し、盧武鉉への弾劾訴追を推進した。

### 弾劾訴追の可決
2004年3月12日、大韓民国第16代国会は、実質与党のウリ党を支持する発言を行った事に対する選挙法違反、側近の不正に対する責任、経済政策の失敗を理由として、賛成193、反対2の投票結果で盧武鉉への弾劾訴追を可決した。弾劾訴追の結果、盧武鉉は大統領職務を停止され、当時国務総理（首相）だった高建（コ・ゴン）が大統領職務代行を務めた。
採決にあたっては、国会議長が警護権を発動し、議長席を占拠したウリ党議員を排除する一幕もあった。
しかし、党利党略から大統領を弾劾した事が国民の反感を生み、70%に迫る国民の弾劾反対の世論調査結果が継続した。KBS、MBC、SBSなどの韓国の主要放送は、弾劾訴追に反対するウリ党員の姿を放映し、全国で弾劾訴追反対集会が催された。

### 弾劾訴追の棄却
弾劾訴追への賛否は、同年4月15日の第17代国会議員総選挙でも主要な争点となり、ウリ党は半数を超える152議席を獲得する地滑り的勝利を収めて、国会の第一党へと飛躍した。この選挙結果をもって事実上の信任と見なされ、憲法裁判所は5月14日午前10時に弾劾訴追を棄却し、盧武鉉は即時に大統領職務に復帰した。
憲法裁判所は国会が議決した弾劾訴追理由について「盧大統領の一部の発言と行動が憲法順守義務に背き、選挙法に違反した」と認めたが、罷免の理由となる重大な違反ではないと判断した。また、側近の不正については「大統領が指示、幇助、関与した事実が認められない」とし、経済政策の失敗は「法的判断の対象ではない」とした。充分な弾劾事由への調査が足りなかったという主張や、弾劾訴追の手続きに瑕疵があるという主張には「根拠なし」と判決した。憲法裁判所は裁判官の少数意見を公開しなかった。